# Glocknerhaus (Heiligenblut am Großglockner)
Das Glocknerhaus ist ein Berggasthof der Sektion Klagenfurt des ÖAV. Es steht an der Großglockner-Hochalpenstraße, etwas unterhalb des Endes der Pasterze, im Gemeindegebiet von Heiligenblut am Großglockner im Bundesland Kärnten.

## Geschichte

### Frühe Pläne
Erzherzog Johann von Österreich ließ 1834 eine Unterkunftshütte in der Gamsgrube errichten, welche 1870 durch die Hofmannshütte ersetzt wurde, für die damalige Zeit aufgrund der Unzugänglichkeit des Gebietes eine herausragende Leistung. Die Sektion Klagenfurt des ÖAV – gegründet am 27. Februar 1872 – war zu Beginn ihres Bestehens vorwiegend im Glocknergebiet aktiv, daraufhin kam es bald zu Überlegungen auch in der Nähe der Pasterze eine Unterkunft zu errichten. Der Gedanke, an jener Stelle ein Schutzhaus zu bauen, war schon weitaus früher vorhanden. Das Land Kärnten wollte zur Erinnerung an den Besuch Kaiser Franz Joseph I. und der Kaiserin Elisabeth am 7. September 1856 am Bretterboden, der späteren Elisabethruhe, ein Haus errichten, das Projekt kam aber nie über die Planungsphase hinaus.

### Die frühen Jahre
Der Bau wurde am 16. Juni 1875 begonnen und die Sektion hatte schon vor diesem Datum mit großen Schwierigkeiten zu kämpfen: Das Projekt war für diese Zeit sehr großzügig ausgelegt und so fehlte es bei manchen Investoren am Vertrauen in das Projekt. Zur Aufbringung der notwendigen Geldmittel mussten also Geldsammlungen eingeleitet werden, die dann aber sehr erfolgreich waren. Die Bauaufsicht übernahm der Postmeister aus Winklern im Mölltal, Lorenz Wernisch, der Rohbau wurde Ende August 1875 fertiggestellt. Die Geldvorräte waren damit bald aufgebraucht, die Sektion entschloss für den doch unüblichen Weg einer Lotterie (Hauptgewinn: ein Bösendorferflügel), 50.000 Lose wurden aufgelegt, der Bau konnte bald fertiggestellt werden.
Somit hatte auch Kärnten einen zentralen Zugang ins Glocknergebiet, in Osttirol war mit der Stüdlhütte, in Salzburg mit dem Rauriser Tauernhaus und der Rudolfshütte die notwendige Infrastruktur weitgehend gegeben. Der Besucherzustrom (1881: 1520 Personen) war aber nach sechs Jahren schon so groß, dass nachdrücklich über eine Vergrößerung beraten werden musste. Aufgrund nicht zu bewältigender Geldprobleme musste von diesem Vorhaben aber vorerst Abstand genommen werden, erst 1885 war es möglich, die geplante Erweiterung unter der Leitung von Ing. Perl durchzuführen. In diesem Jahr wurde auch eine neue Straße über den Iselsberg fertiggestellt, jetzt war es auch Doppelspännern möglich, nach Heiligenblut zu reisen, der Zustrom zum Glocknerhaus wuchs somit auf 2001 Personen pro Jahr an und im Jahr 1886 erhielt das Glocknerhaus einen weiteren Zubau.

### Die Glocknerstraße
1893 wurde schließlich dem immer stärker werdenden Wunsch nachgegeben, eine Fahrstraße zur Hütte zu trassieren, für „Personen, denen es nicht möglich ist, Saumwege zu benutzen, das Glocknerhaus zu erreichen.“ Diese aus heutiger Sicht schwerwiegende Entscheidung führte diese Straße in 13-jähriger Bauzeit unter der Leitung von Ing. Teischinger 1908 bis zur Hütte. Die Straße hatte eine Länge von 11,2 km, war von einigen Ausweichstellen abgesehen 2,5 m breit und bot eine durchschnittliche Steigung von 10 %. Die Strecke war aber keineswegs ausgebaut, Stützmauern und andere Sicherheitsmaßnahmen mussten noch verbessert werden. Zudem erschwerten noch Naturereignisse die Fertigstellung, 1917 wurde die Straße oberhalb von Heiligenblut auf 2 km fast vollständig zerstört, erst 1922 konnte sie für gewöhnliche Fahrzeuge wieder freigegeben werden. Namhafte Spender wie der Österreichische Automobil-Club und die ständig als Retter fungierende Kärntner Sparkasse halfen den Erbauern so weit, dass das Projekt nach über zwei Jahrzehnten übergeben werden könnte. Die Straße entwickelte sich bald zur größten Attraktion des Oberkärntner Fremdenverkehrs. Die Erhaltung des damals noch nicht ausgebauten Zuganges erwies sich schon vor dem Ersten Weltkrieg als sehr schwierig, zumal die Erträge des Schutzhauses selbst dazu verwendet werden mussten. Der Zustand des Glocknerhauses selbst litt natürlich unter diesem Umstand, Ausbau- bzw. Sanierungspläne wurden immer wieder verschoben.
Die wirtschaftliche Unabhängigkeit der Glocknerstraße war somit das vorrangige Ziel der Sektion Klagenfurt, die Kärntner Landesregierung genehmigte daraufhin eine Mauteinhebung zur allgemeinen Erhaltung der Trasse. Diese Mauteinnahmen wurden aber in weiterer Folge zum Anlass genommen, der Sektion Klagenfurt seitens verschiedener Institutionen Beschwerden zukommen zu lassen. Dieser langwierige Disput endete schließlich am 15. Mai 1931 mit dem Verkauf des obersten Teiles der Straße (Gletscherstraße zur Franz-Josefs-Höhe) an die neu gegründete Großglockner-Hochalpenstraßen AG (GROHAG). Der Restteil der Straße wurde der GROHAG als Option nach der Fertigstellung der Großglockner-Hochalpenstraße angeboten.

### Neubeginn am Glocknerhaus
Das Glocknerhaus blieb nach dem Ersten Weltkrieg bis 1929 geschlossen. Wieder steigende Besucherzahlen und die Fertigstellung der Straße rechtfertigten eine Sanierung und eine Aufstockung des Hauses, die in den Jahren 1926/27 erfolgten. Danach stieg die Beliebtheit des Glocknerhauses bis zum Zweiten Weltkrieg an. Die englische Besatzungsmacht in Kärnten und der Steiermark beschlagnahmte 1945 das Schutzhaus und machte es bis 1948 zum Standort der britischen Hochgebirgsschule für Offiziere. Die Bewirtschaftung wurde 1948 wieder aufgenommen, notwendige Instandsetzungen gingen 1955 in einen größeren Um- und Ausbau über. Die vorhergehenden, mehrmaligen Um- und Zubauten bildeten einen funktional nicht befriedigenden Grundriss, worauf das Haus grundlegend umgebaut wurde. Nach einer intensiven Bauphase wurden die Bemühungen 1964 beendet und das Glocknerhaus war als Stützpunkt im Talschluss der Möll wiederhergestellt.

## Das Haus heute

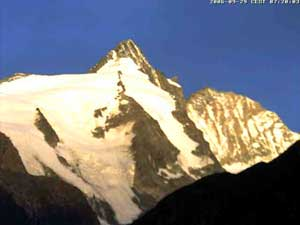
Blick vom Glocknerhaus zum Großglockner

Die letzten Jahrzehnte zeichneten sich auf baulicher Seite nicht mehr durch massive Maßnahmen, sondern durch Hebung des allgemeinen Standards aus. Es fand ein teilweiser Umstieg auf erneuerbare Energie durch die Installation einer Photovoltaikanlage statt.
Das Glocknerhaus ist durch seine Lage schlecht in das Bergwegenetz eingebunden und konzentriert sich daher heute auf Durchreisende.
In den 2000er Jahren erfolgte eine Revitalisierung des Glocknerhauses mit einer Bausumme von über 1,2 Mio. €. Dabei wurde die Straße, wie ursprünglich, an die Rückseite des Hauses verlegt und auf dem dadurch freigewordenen Vorplatz eine Veranda in Holz-Glaskonstruktion errichtet.

## Touren

### Zugänge
Wegen seiner Lage kann das Glocknerhaus einfach mit PKW oder Bus über die Großglockner-Hochalpenstraße erreicht werden. Daneben existiert ein Aufstieg von Heiligenblut (1288 m ü. A.) über den Haritzersteig mit einer Gehzeit von 3 Stunden.

### Gipfelbesteigungen
Wegen ihrer hochalpinen Lage ist die Hütte Ausgangspunkt einiger anspruchsvoller Hochtouren.
- Mittlerer Bärenkopf (3357 m), Gehzeit: 7 Stunden
- Großer Bärenkopf (3406 m), Gehzeit: 8 Stunden
- Johannisberg (3453 m), Gehzeit: 9 Stunden
- Großglockner Anstieg über Salmhütte-Adlersruhe (3798 m), Gehzeit: 1 Tag
- Racherin (3093 m) und Wasserradkopf (3032 m), Gehzeit: 3 Stunden
- Spielmann (3027 m), Gehzeit: 3 Stunden
- Sonnenwelleck (3266 m), Gehzeit: 3½ Stunden
- Leiterköpfe (vorderer (2483 m), mittlerer (2602 m), hinterer (2891 m)), Gehzeit: 1½ - 3 Stunden

### Überquerungen
- Salmhütte über Stockerscharte, Gehzeit: 3 bis 4 Stunden
- Oberwalder Hütte, Gehzeit: 4 Stunden
- Franz-Josefs-Höhe, Gehzeit: 1¼ Stunden
- Trauneralm, Gehzeit: 3¼ Stunden
- Glorerhütte, Gehzeit: 4 Stunden
- Hochtor-Schareck (Bergstation), Gehzeit: 5 Stunden
- Klagenfurter Jubiläumsweg – Pfandlscharte-Hochtor – Krumlkeesscharte (Biwak) – Hocharn (weiter Sonnblick oder Fleißtal), Gehzeit: 10 bis 12 Stunden
- Gletscherweg Pasterze, Gehzeit: 3 Stunden
- Tauernhöhenweg

### Skitouren
Im Winter ist das Glocknerhaus Ausgangspunkt für einige Skitouren; so zum Beispiel zu Großglockner, Spielmann, Racherin, mittlerem und großem Bärenkopf, Sonnenwelleck und Johannisberg.